# Collier (Schiffstyp)

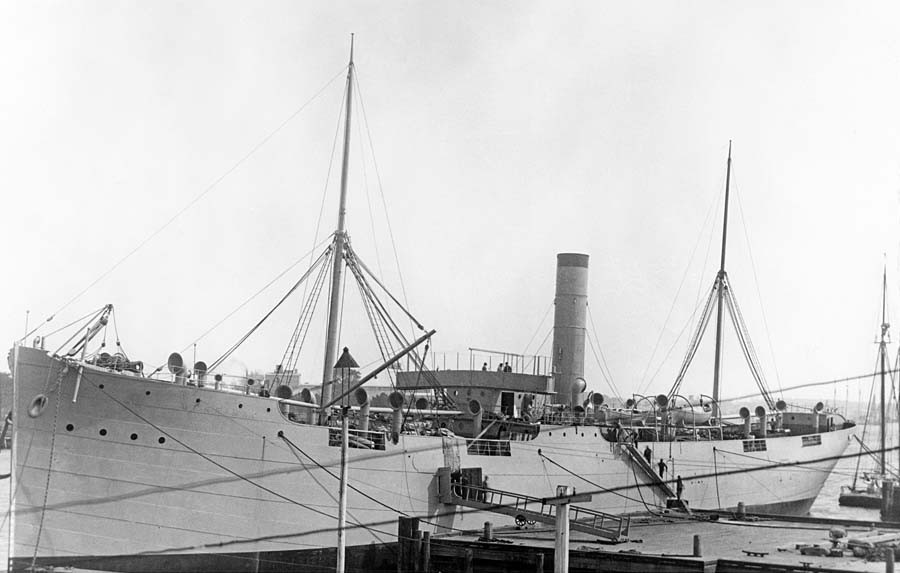
Collier Merrimac (1894)

Collier ist ein englischer Überbegriff für Schiffe, die zum Transport von Steinkohle in der Küstenfahrt bestimmt waren. In der Marinegeschichte wurden zum Teil auch kohlebefeuerte Schiffe so bezeichnet.

## Geschichte

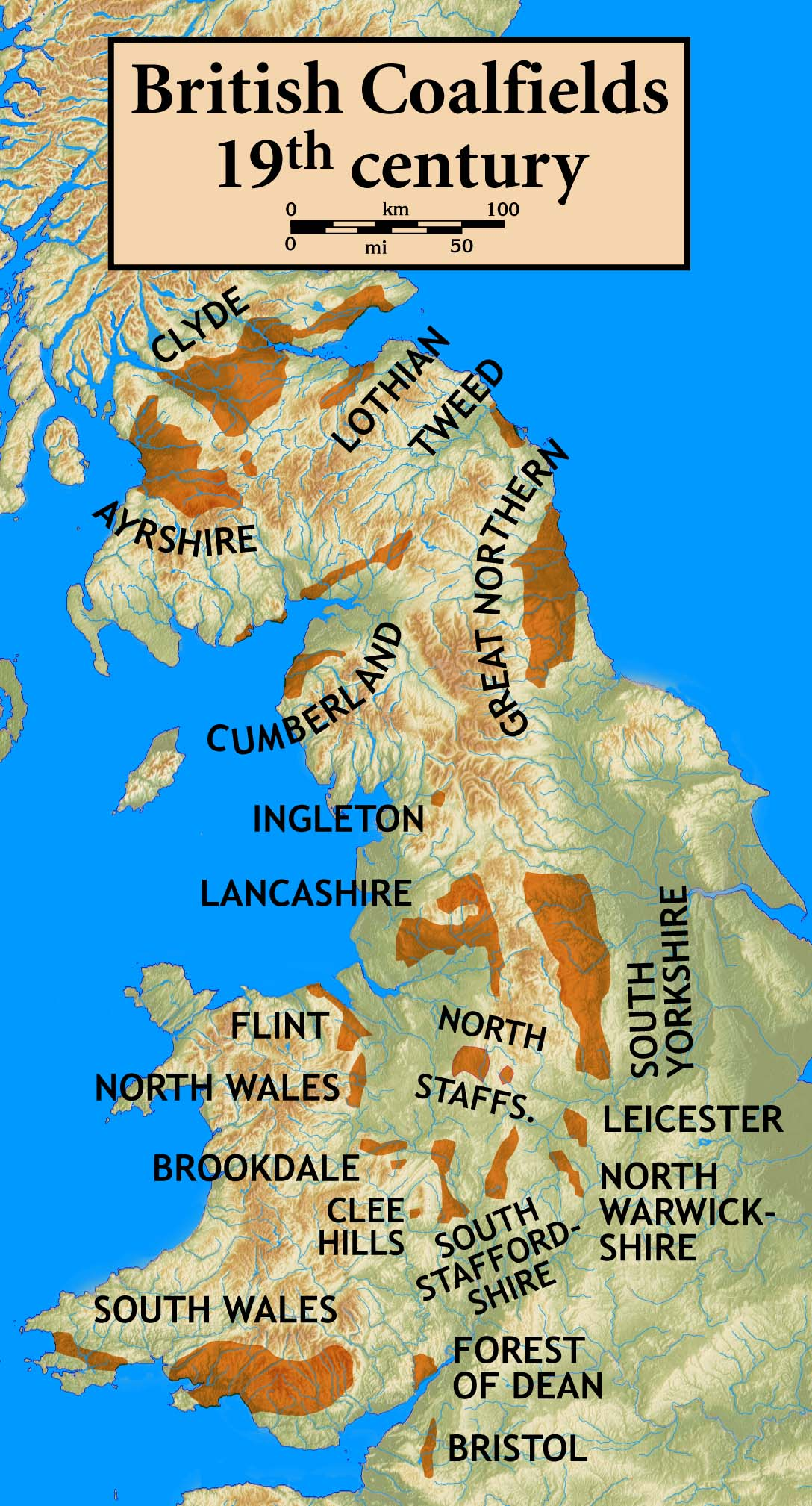
Britische Kohlevorkommen im 19. Jahrhundert, teils an den Küsten

Schon seit dem 13. Jahrhundert wurde Steinkohle aus nordenglischen Kohlegruben nach London transportiert, wo sie zur Unterscheidung von Holzkohle Seekohle (sea-coal) genannt wurde. Dieser Name geht auch darauf zurück, dass Kohlebrocken an britischen Küsten angeschwemmt und eingesammelt wurden, lange bevor an Land danach gegraben wurde. Zudem waren an Steilküsten Kohleflöze freigelegt, die als erste ausgebeutet wurden; der Abtransport der Kohle erfolgte per Schiff. Schon für das Jahr 1226 lässt sich dort eine Sea Coal Lane nachweisen. Für diesen Verkehr entwickelte sich ein einfacher Küstenseglertyp, der sich analog zur allgemeinen Entwicklung des Schiffbaus mitveränderte. Während um 1370 etwa 100 Schiffe Mengen von je etwa 50 Tonnen an der englischen Küste und in mehrere europäische Häfen transportierten, konnten auf den etwa 300 Schiffen, die im 15. Jahrhundert in diesem Verkehr beschäftigt waren, schon circa je 250 Tonnen Kohle befördert werden. Ein weiterer entscheidender Entwicklungsschritt war die Collier Brigg, die über lange Zeit in diesem Handel den dominierenden Schiffstyp darstellte.
Ab Mitte des 19. Jahrhunderts erfolgte die Umstellung auf Dampfschiffe, welche Wasserballast nehmen konnten und den Verkehr sehr beschleunigten. Die weitere Entwicklung des Colliers mündete schließlich in Schiffstypen wie zum Beispiel Trunkdecker, Turmdecker und spätere Massengutfrachter.

## Unterstützung von Flotten
Als Handelsschiffe und Kriegsschiffe mit Kohle angetrieben wurden, zunächst mit Dampfmaschinen und seit dem Ersten Weltkrieg mit Dampfturbinen, mussten sie bei größeren Fahrten mit Kohleschiffen versorgt werden. Auf See war die Übernahme von Kohle vom Seegang abhängig.
Als im Russisch-Japanischen Krieg ab Oktober 1904 die russische Ostseeflotte als zweites Pazifik-Geschwader Richtung Japan dampfen musste, benötigte sie Unmengen an Steinkohle, nach Schätzungen täglich bis zu 3.000 t Kohle, für sieben Monate Fahrt. Großbritannien wollte nicht liefern, da mit Japan verbündet. Zudem wurden im Doggerbank-Zwischenfall englische Fischerboote von den Russen versenkt. Die russische Regierung schloss über eine private Firma einen Vertrag mit der Hamburg-Amerika-Linie (HAPAG), die sich verpflichtete, mit 60 Kohlenschiffen die benötigte Kohle während der Überfahrt bereitzustellen. Aufgrund der Wetterverhältnisse mussten zur Übergabe meist Häfen angelaufen werden, auch gegen den Willen der dortigen Behörden. 
Getarnte Hilfskreuzer operierten als deutsche Handelsstörer während der Weltkriege. Die offen (SMS Emden, Admiral Graf Spee) oder verdeckt (U-Boote, Kormoran) im Handelskrieg operierenden deutschen Kriegsschiffe mussten entweder Treffen mit eigenen Kohlenschiffen arrangieren oder aber feindliche Schiffe aufbringen und deren Kohle übernehmen. Anstelle von Kohle wurde ab dem Ersten Weltkrieg auch Öl als Brennstoff genutzt, zudem mussten Munition, andere Güter sowie Karten und Befehle überbracht werden, auch an Segelschiffe wie die Seeadler. Ein solches Versorgungsschiff wurde durch den Altmark-Zwischenfall bekannt.

## Trivia
Ein Collier, der zu großer Bekanntheit gelangte, war der 1784 gebaute Kohletransporter Bethia der Royal Navy, der unter dem Namen Bounty unter dem Kommando des Leutnants William Bligh 1787 den britischen Hafen Portsmouth zu einer Reise in die Südsee verließ, um Stecklinge des Brotfruchtbaums von Tahiti zu den Antillen zu bringen. Durch die von Fletcher Christian geführte Meuterei erlangte das Schiff weltweite Berühmtheit. Unter anderem ist über den Vorfall 1879 unter dem Namen Les Révoltés de la Bounty eine Kurzgeschichte des französischen Autors Jules Verne erschienen.
Colliers wurden auch als Forschungsschiffe verwendet. Beispielsweise benutzte James Cook für seine Südseeexpeditionen die als Colliers gebauten Schiffe Endeavour, Resolution und Adventure.